# Isopogon spathulatus
Isopogon spathulatus (лат.) — кустарник, вид рода Изопогон (Isopogon) семейства Протейные (Proteaceae), эндемик юго-запада Западной Австралии. Кустарник с линейными или яйцевидными листьями и сферическими цветочными головками пушистых розовых цветков.

## Ботаническое описание
Isopogon spathulatus — кустарник высотой до 0,7-2 м. Молодые веточки опушённые. Листья имеют линейную или яйцевидную форму с более узким концом к основанию, 10-23 мм в длину, 1,5-7 мм в ширину с небольшим кончиком. Цветки расположены на концах веточек в сидячих сферических цветочных головках диаметром 15-25 мм с опушёнными яйцевидными обволакивающими прицветниками у основания соцветия. Цветки розовые, опушённые, длиной 14-20 мм. Цветёт почти круглый год. Плод — опушённый орех, сросшийся с другими в сферическую плодовую головку диаметром 15-20 мм.

## Таксономия
Впервые этот вид был описан в 1830 году Робертом Броуном в Supplementum primum Prodromi florae Novae Hollandiae к его Prodromus Florae Novae Hollandiae et Insulae Van Diemen, на основе материалов, собранных английским садоводом и коллекционером растений Уильямом Бакстером в проливе Кинг-Джордж.
В 1870 году Джордж Бентам сократил I. spathulatus до разновидности вида Isopogon buxifolius во Flora of Australia, но в 2015 году Хислоп и Рай восстановили I. spathulatus в журнале Nuytsia.
Видовой эпитет — от латинского spathulatus, что означает «ложкообразный».

## Распространение и местообитание
Эндемик Западной Австралии. Растёт на пустошах или кустарниках в болотистых или влажных зимой районах между поселением Руабоном, городом Колли и хребтом Стерлинг на юго-западе Западной Австралии.

## Охранный статус
Isopogon tridens классифицирован Министерством парков и дикой природы правительства Западной Австралии как «не находящийся под угрозой исчезновения».